# Dzieje Pawła i Tekli

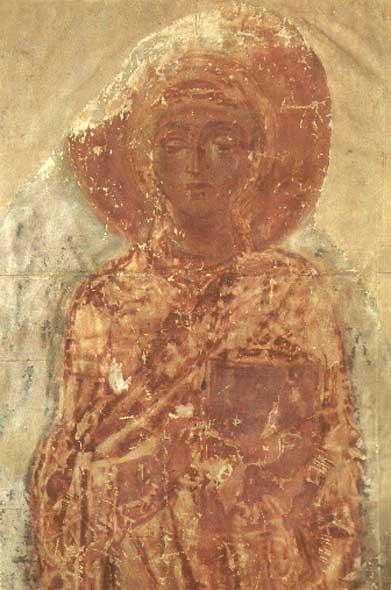
Św. Tekla, fresk w cerkwi Najświętszego Zbawiciela w Czernihowie na Ukrainie

Dzieje Pawła i Tekli (łac. Acta Pauli et Theclae) – apokryficzna historia, przypominająca nieco swego rodzaju religijną „powieść romantyczną”, opowiadająca o wpływie apostoła Pawła na młodą dziewczynę o imieniu Tekla. Jest zaliczana do apokryfów Nowego Testamentu.
Dzieło to powstało pod koniec II wieku na terenie Azji Mniejszej i skupia oraz interpretuje legendy o apostole Pawle. Przedstawia Pawła jako oddanego celibatariusza, cudotwórcę i heroicznego męczennika. Bardziej niż jako teologa przedstawia go jako propagatora prostej wiary, dającej się streścić w kilku zdaniach. Dzieło ukazuje nauczanie mężczyzn przez kobiety oraz kładzie nacisk na zachowanie dziewictwa. Zdaniem Clare Drury z poglądami podobnymi do wyrażonych w Dziejach polemizują listy pasterskie, zabraniając nauczania przez kobiety i podkreślając znaczenie małżeństwa.